# Jablanica (Bosnia ed Erzegovina)
Jablanica (cirillico Јабланица) è un comune della Federazione di Bosnia ed Erzegovina situato nel Cantone dell'Erzegovina-Narenta con 10.580 abitanti al censimento 2013.

## Località
La municipalità di Jablanica è composta dalle seguenti 33 località:
- Baćina
- Bijela
- Čehari
- Čivelj
- Đevor
- Dobrigošće
- Dobrinja
- Doljani
- Donja Jablanica
- Donje Paprasko
- Dragan Selo
- Glodnica
- Glogošnica
- Gornje Paprasko
- Jablanica
- Jelačići
- Kosne Luke
- Krstac
- Lendava
- Lug
- Mirke
- Mrakovo
- Ostrožac
- Poda
- Ravna
- Risovac
- Rodići
- Slatina
- Sovići
- Šabančići
- Šanica
- Zlaté
- Žuglići